# San Martín de Oscos
San Martín de Oscos è un comune spagnolo di 494 abitanti situato nella comunità autonoma delle Asturie. Nel comune si parla l'eonaviego, variante galiziana con tratti asturiani.